# 92E busz (Szeged)
A szegedi 92E jelzésű autóbusz a Széchenyi tér (Kelemen utca) és Tarján, Víztorony tér között közlekedik, hurokjárati jelleggel. A járat jellemzően csütörtöktől vasárnap hajnalig közlekedik, a teljes vonalon csak két hétvégi menet megy végig. A viszonylatot a Volánbusz Zrt. üzemelteti. Közlekedése jelenleg szünetel.

## Története
2005. július 1-én indult ilyen jelzéssel éjszakai járat, a jelenlegitől eltérő, a város Körtöltésen belüli részének nagyját lefedő, 53 perces, közel 22 km hosszú útvonalon. Az akkori útvonal: Széchenyi tér-Nagy J. u.-Tisza L. krt.-Dugonics tér-Szentháromság u.-Rákóczi u.-Kolozsvári tér-Katona J. u.-Kálvária sgt.-Vásárhelyi Pál u.-Rókusi krt.-Makkosházi krt.-Csillag tér-Szilléri sgt.-Nagykörút-Mars tér-Bartók tér- Széchenyi tér-Belvárosi híd-Vedres u.-Csanádi u.- Temesvári krt.-Fő fasor-Thököly u.-Erdélyi tér-Hargitai u.-Fülemüle u.- Fő fasor-Tanács u.-Bérkert u.-Népkert sor- Belvárosi híd-Széchenyi tér. Szabadnapok és munkaszüneti napok hajnalán, 1.00-kor és 2.30-kor indultak autóbuszok. Az éjszakai hálózat, melyhez a 92E viszonylat is tartozott legkésőbb 2008-2009-ig működött.
2015. november 28. óta ismét közlekednek menetrend szerinti éjszakai járatok Szegeden, kezdetben szombat és vasárnap/ünnepnap hajnalban, egységesen 2.00-kor indultak járművek a négy, immár nagyobb területet feltáró hálózaton. Ekkortól üzemel az új 92E jelzésű vonal is.
2019. május 16-án üzemideje kibővült, csütörtöktől vasárnapig közlekedik, hétvégén a korábbi egy helyett három indulással. A hétvégi egy és kétórai menetek visszatérnek a Széchenyi térre.
2020. március 18-tól 2020. augusztus 31-ig a koronavírus-járvány okán az éjszakai járatok közlekedése szünetelt.
2020. október 1. óta az éjszakai járatok közlekedése határozatlan ideig szünetel.

## Megállóhelyei
| 0  | 0                                              | Széchenyi tér (Kelemen utca) induló végállomás |  |
| 1  | 1                                              | Múzeum                                         |  |
| 2  | 2                                              | Dózsa utca                                     |  |
| 4  | 4                                              | Glattfelder Gyula tér                          |  |
| 6  | 6                                              | Gál utca                                       |  |
| 7  | 7                                              | Római körút (Szilléri sugárút)                 |  |
| 8  | 8                                              | Fecske utca                                    |  |
| 9  | 9                                              | Csillag tér (Budapesti körút)                  |  |
| 11 | 11                                             | Tarján, Víztorony tér                          |  |
| 12 | 12                                             | Csillag tér (Budapesti körút)                  |  |
| 13 | 13                                             | Csaba utca                                     |  |
| 14 | 14                                             | Erdő utca                                      |  |
| 15 | 15                                             | Etelka sor (Felső Tisza-part)                  |  |
| 16 | 16                                             | Városi Stadion                                 |  |
| 17 | 17                                             | Duna utca                                      |  |
| 19 | 19                                             | Petőfitelep, Fő tér                            |  |
| 20 | 20                                             | Gábor Áron utca                                |  |
| 21 | 21                                             | Lidicei tér                                    |  |
| 22 | 22                                             | Kalász utca                                    |  |
| 23 | 23                                             | Acél utca                                      |  |
| 24 | 24                                             | Diadal utca                                    |  |
| 25 | 25                                             | Szélső sor                                     |  |
| 27 | ∫                                              | József Attila sugárút (Budapesti körút)        |  |
| 28 | ∫                                              | Tarján, Víztorony tér érkező végállomás        |  |
|    | 26                                             | Budapesti körút                                |  |
| 27 | Deák Ferenc Gimnázium                          |                                                |  |
| 28 | Retek utca                                     |                                                |  |
| 29 | Lengyel utca                                   |                                                |  |
| 30 | Glattfelder Gyula tér                          |                                                |  |
| 31 | Dózsa utca                                     |                                                |  |
| 32 | Széchenyi tér (Kelemen utca) érkező végállomás | 91E, 93E, 94E                                  |  |